# South Negril Point
South Negril Point är en udde i Jamaica.   Den ligger i parishen Parish of Westmoreland, i den västra delen av landet, 170 km väster om huvudstaden Kingston. South Negril Point ligger på ön Jamaica.
Terrängen inåt land är huvudsakligen platt, men österut är den kuperad. Havet är nära South Negril Point västerut.  Närmaste större samhälle är Negril, 2,1 km öster om South Negril Point. 